# Ryūta Sasaki
Ryūta Sasaki (佐々木 竜太?, Sasaki Ryūta; Ibaraki, 7 febbraio 1988) è un calciatore giapponese, attaccante svincolato.

## Palmarès
- Campionato giapponese: 3

Kashima Antlers: 2007, 2008, 2009
- Supercoppa del Giappone: 2

Kashima Antlers: 2009, 2010
- Coppa J.League: 1

Kashima Antlers: 2012